# Lindenius pygmaeus
Lindenius pygmaeus é uma espécie de insetos himenópteros, mais especificamente de vespas pertencente à família Crabronidae.
A autoridade científica da espécie é Rossi, tendo sido descrita no ano de 1794.
Trata-se de uma espécie presente no território português.